# Giuseppe De Facendis
Giuseppe De Facendis (19 dicembre 1946) è un fumettista italiano.

## Biografia
Iniziò l'attività di disegnatore di fumetti all'età di 20 anni collaborando con diversi editori italiani a serie come "Qui Commissario Norton". Si sposò con una ragazza tedesca e si trasferì in Germania dove continuò l'attività di fumettista collaborando con l'editore Pabel alla rivista Verlag disegnando storie della serie "Fix und Foxi" scritte da Rolf Kauka e scrivendone egli stesso dozzine di sceneggiature. Fece poi ritorno in Italia continuando però la collaborazione per la Pabel e, per la Mondadori, collaborò come inchiostratore di storie a fumetti con personaggi della Disney.